# Pteromys momonga
Pteromys momonga is een zoogdier uit de familie van de eekhoorns (Sciuridae). De wetenschappelijke naam van de soort werd voor het eerst geldig gepubliceerd door Temminck in 1844.

## Voorkomen
De soort komt voor op de Japanse eilanden Kyushu, Shikoku en Honshu.